# Hermandad de Caballeros del Silencio de Nuestro Padre Jesús Nazareno
La Hermandad de Caballeros del Silencio de Nuestro Padre Jesús Nazareno es una hermandad católica de la ciudad de Astorga, España. Fue fundada en 1926 y tiene su sede en la parroquia de San Bartolomé.

## Historia

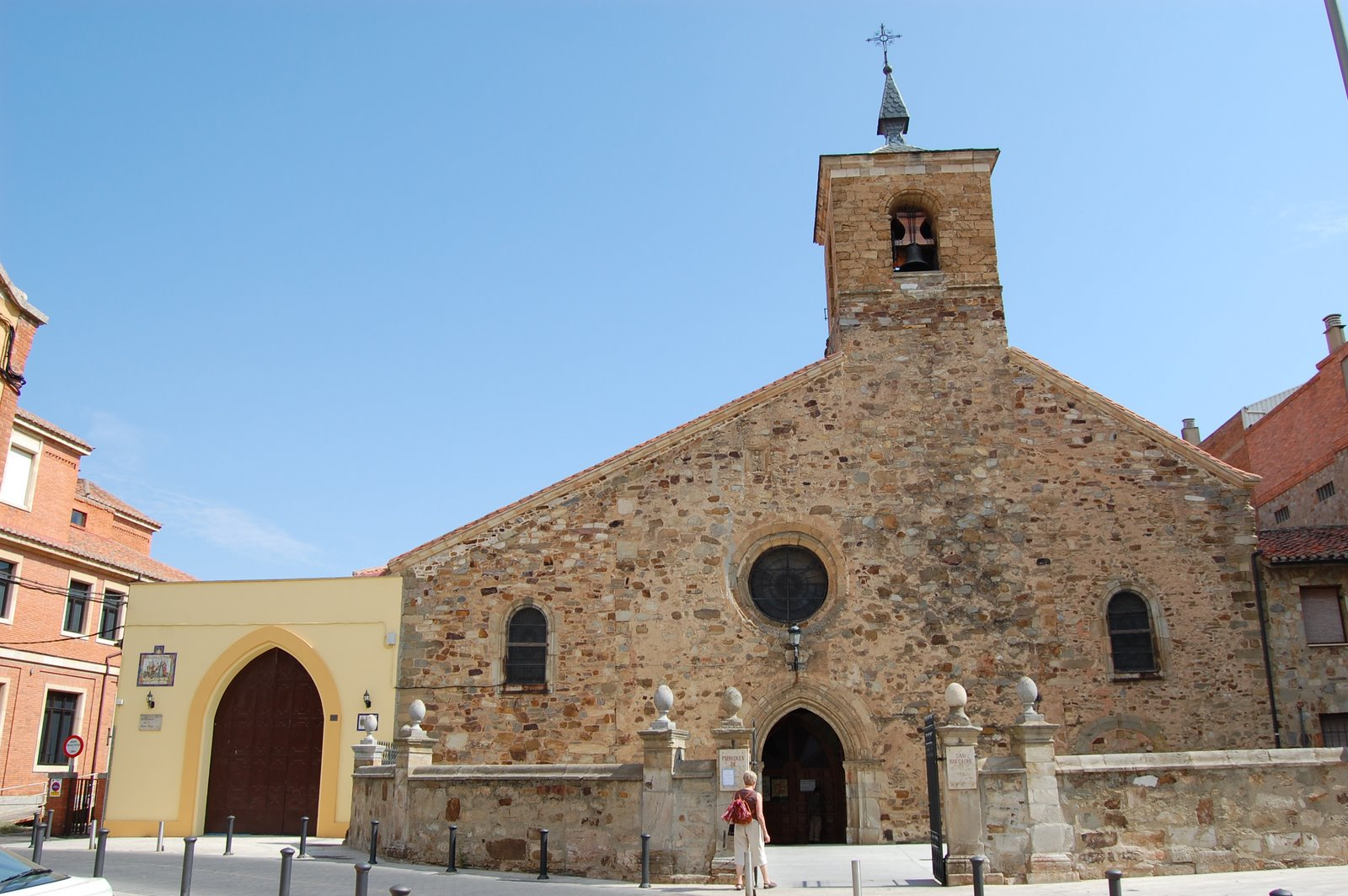
Iglesia de San Bartolomé, sede de la Hermandad

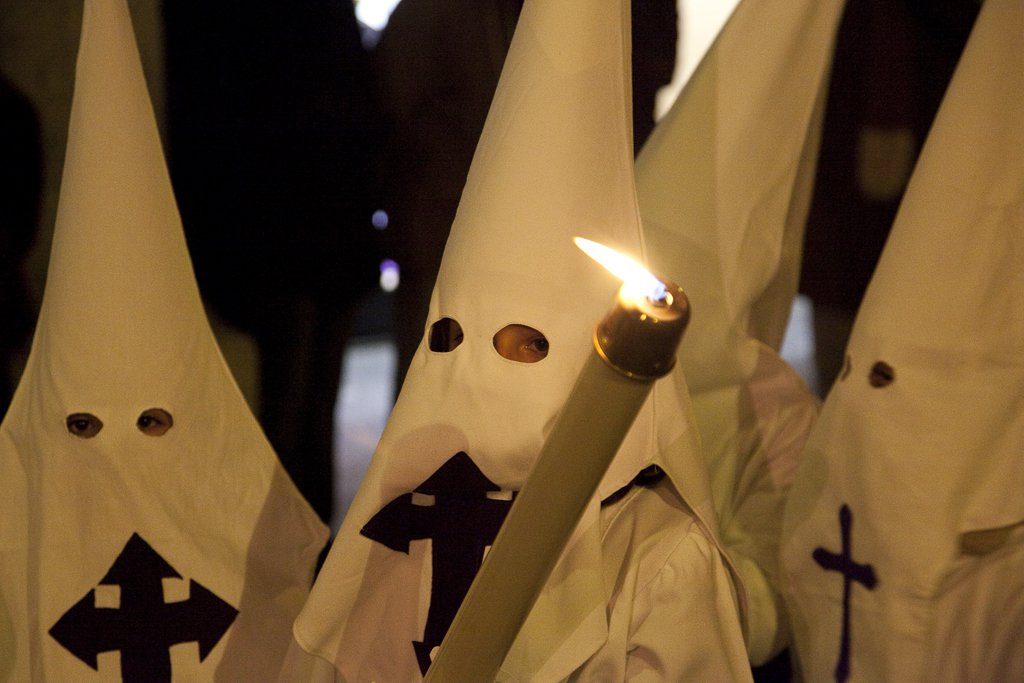
Hermanos del Silencio

La Hermandad nació el 28 de febrero de 1926, tras las acciones llevadas a cabo un año antes por la entonces Comisión para el Fomento de la Semana Santa. Esta hizo un llamamiento con el objetivo de fundar una nueva cofradía, con sede en la parroquia de San Bartolomé, que realzara la imagen de Jesús Nazareno. Los estatutos, tomando como modelo los de la cofradía homónima de Zamora, fueron aprobados el 25 de febrero de 1927, constituyéndose como Hermandad de Caballeros del Silencio de Nuestro Padre Jesús Nazareno.
Como imagen titular fue elegida el Jesús Nazareno perteneciente a la cofradía de la Santa Vera Cruz y Confalón. Dicha imagen debía ir acompañada de la Cruz Verde, y ambas irían escoltadas por cofrades con vela encendida y en silencio. La procesión sería el Jueves Santo, a las diez de la noche, variando el itinerario de la misma si eran años pares o impares. 
Con el comienzo de la Guerra Civil, la Semana Santa astorgana inició un periodo de decadencia, y no fue hasta 1951 cuando volvió la actividad cofrade. Se reforzó la devoción a Jesús Nazareno con una misa los primeros viernes de mes y se incorporaron a la procesión las Farolas del Vía crucis o de la Pasión. Estas, costeadas por los cofrades, serían porteadas por ellos mismos, siendo dicho privilegio hereditario. El mismo año pidió la realización de un nuevo paso, la Santa Cena, y en 1955 se encargó otro paso, la Oración en el Huerto. En 1962 se construyó un cabildo junto a la iglesia de San Bartolomé para guardar los pasos.
A finales de los 70 y principios de los 80, la Semana Santa sufrió un nuevo decaimiento que, en el caso de la Hermandad, supuso la pérdida de cofrades y de participación en las procesiones. Un nuevo impulso llegó en los 90: se incorporaron modificaciones en la indumentaria, como el cambio del cíngulo por el fajín o la añadidura de las bocamangas, en 1994 la imagen de Jesús Nazareno volvió a salir a hombros, en 1998 las Farolas volvieron a procesionarse a mano, y en 1996 se añadió el acto del Voto del Silencio a la procesión del Jueves Santo.
Con el incremento de la participación de la mujer en la Semana Santa, la Hermandad actualizó sus estatutos admitiendo a las mujeres entre sus miembros e incorporando pasos (primero la Cruz Luminosa y desde 2005 el Ecce Homo de Valdeviejas) pujados exclusivamente por mujeres.

## Emblema

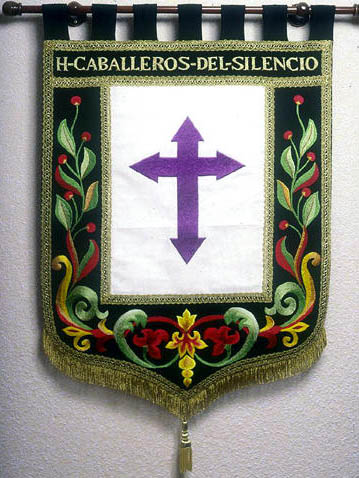
Emblema de la Hermandad

El emblema está formado por una cruz morada rematada en punta de flecha; originalmente fue la cruz flordelisada utilizada por la Orden de Santiago. 
Tanto el guion de la Hermandad como el estandarte del Nazareno están realizados con la técnica textil del repostero, que consiste en siluetear las diferentes piezas con cordón en diferente acabados como oro, plata o hilos de seda. Esta técnica es conocida por los 16 paños de repostero que el VII Marqués de Astorga, Alfonso Osorio, encargó en Madrid para conmemorar su acceso al título. 
El guion tiene como base una tela de seda en color blanco, en cuyo centro aparece el emblema de la Hermandad. Toda la ornamentación está basada en la flor de lis, acompañada de hojas anudadas realizadas en tisú oro y terciopelo morado. En su parte trasera se usan los mismos motivos en las esquinas y la fecha de fundación de la Hermandad. El remate, por ambas caras, es una pasamanería de doble cordón en oro.
El estandarte que encabeza el paso de Jesús Nazareno, con base de seda beige, tiene como tema central la imagen titular, bordada en pelo y barba. La túnica, en terciopleo morado, está bordada con cordón en oro. En la parte trasera se utilizaron partes del primer estandarte de la Hermandad, deteriorado y en desuso. La ornamentación floral es de seda, en oro y morado. En ambas caras está rematado con pasamanería en oro y la parte baja fleco, con el mismo acabado.
Además, cuentan con un cetro con la representación de Jesús Nazareno, y tres medallas, con la misma figura, una por cada cargo directivo de la Hermandad: Hermano Mayor, Tesorero y Secretario.

## Indumentaria
El hábito consta de túnica blanca con botonera del mismo color, bocamangas y fajín morado, guantes blancos con la cruz bordada en morado y capirote alto con la cruz morada en su parte delantera. Los braceros de los pasos cambian el capirote por un verdugo y los cargos directivos llevan una capa morada. Se completa con camisa blanca y zapatos, calcetines, corbata y pantalón negros.

## Actos y procesiones

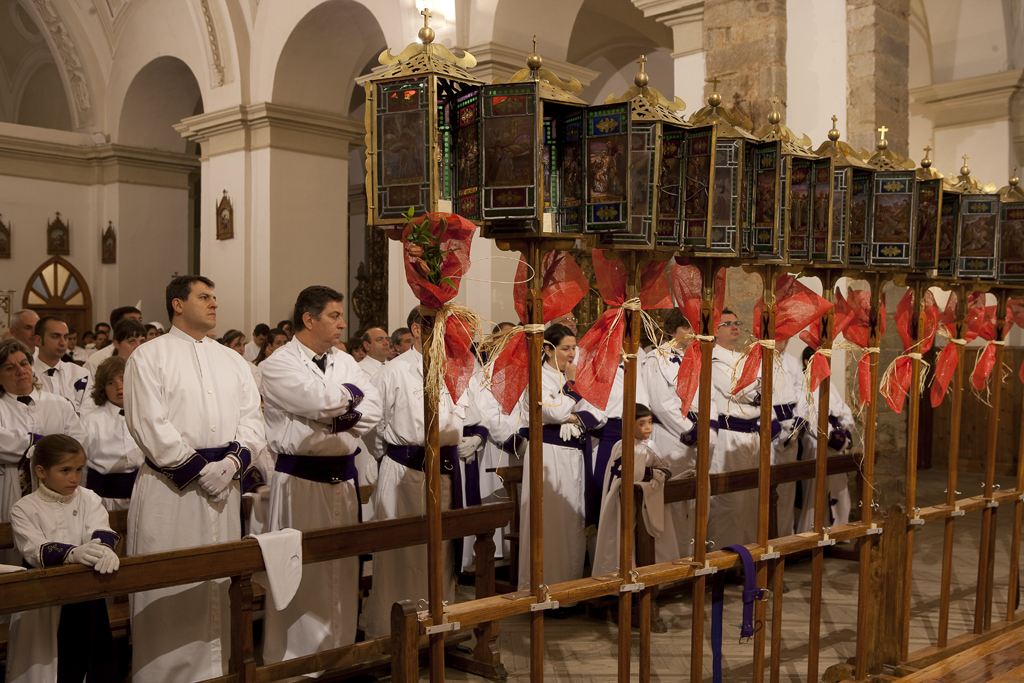
El acto del Voto de Silencio, previo a la procesión del Jueves Santo

La Hermandad participa en las siguientes procesiones:
- Martes Santo: Vía crucis organizado por la Junta Profomento de la Semana Santa. Las distintas cofradías se concentran en el centro de la ciudad para ir en procesión conjunta hasta la Catedral, donde se celebra el Vía crucis. La Hermandad procesiona las Farolas del Vía crucis.
- Jueves Santo: Procesión del Silencio. Antes de la misma, tiene lugar la renovación del Voto de Silencio en la parroquia de San Bartolomé; se trata de un acto íntimo en el que se renueva la promesa por la cual cada hermano da su palabra de guardar silencio durante todo el desfile procesional. Una vez finalizado, se inicia la procesión con las Farolas del Vía crucis, el Ecce Homo y Jesús Nazareno. La procesión termina con la recogida del Nazareno, acompañada por los sones de «La Madrugá», obra de Abel Moreno. El itinerario de esta procesión se alterna según sea año par o impar.

## Pasos
La Hermandad procesiona los siguientes pasos:
- Jesús Nazareno: obra realizada por José Francisco Terán en Astorga en 1783, se trata de una talla de vestir en madera policromada. Es propiedad de la cofradía de la Santa Vera Cruz y Confalón. Restaurado en 1993 por Avemaría 8, es pujado por 75 braceros. Su trono fue tallado entre 2000 y 2002 por Alfredo de Abajo, autor igualmente de los candelabros en estilo gótico (2011) que le iluminan, los cuales sustituyen a los porta velones que llevaba hasta ese año, obra de 2000 del mismo autor.
- Ecce Homo: obra anónima de principios del siglo XIX, se trata de una talla de madera policromada que cuenta con gran devoción en la zona. Propiedad de la parroquia de Valdeviejas, es pujado por 50 braceras. Sus andas fueron realizadas por Alfredo de Abajo entre 2002 y 2004.
- Farolas del Vía crucis: se trata de 14 farolas realizadas en 1952 por Arturo del Fresno a base de cristal vitrificado y decorado a fuego. Los vidrios están enclavados en estructuras pentagonales de latón.
- Cruz Luminosa: realizada por Ramón Vicente García en 1999, dejó de procesionarse en 2005, siendo sustituida por el Ecce Homo.
- Santa Cena: realizado por Manuel Aldrey en 1952 en Santiago de Compostela. De madera policromada, fue restaurado en 1996. Es procesionado por la Hermandad de la Santa Cena.
- Oración en el Huerto: popularmente conocido como «Los Durmientes», fue realizado en 1955 por Manuel Aldrey. De madera policromada, y restaurado en 1997, es procesionado por la Hermandad de la Santa Cena.

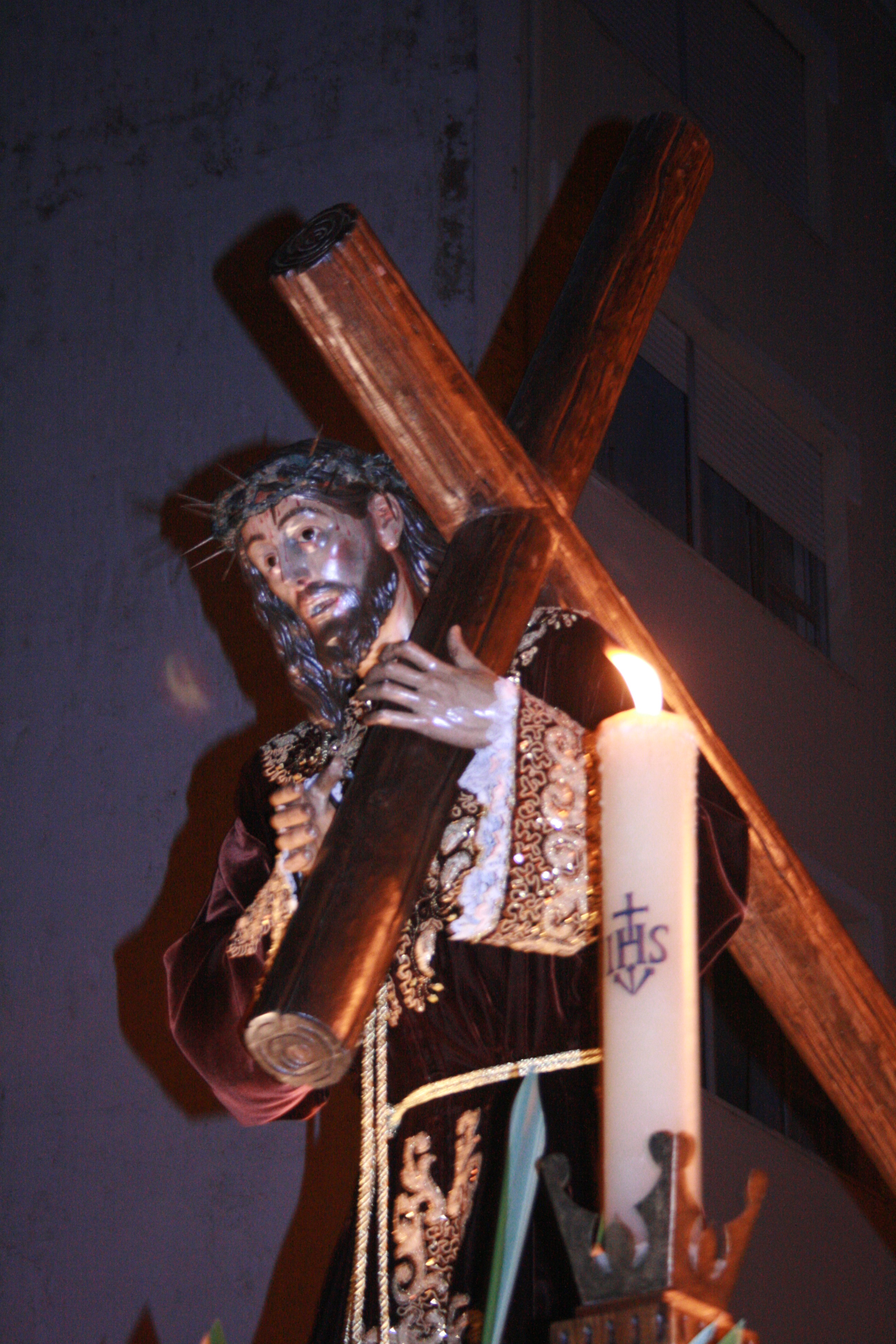
Jesús Nazareno
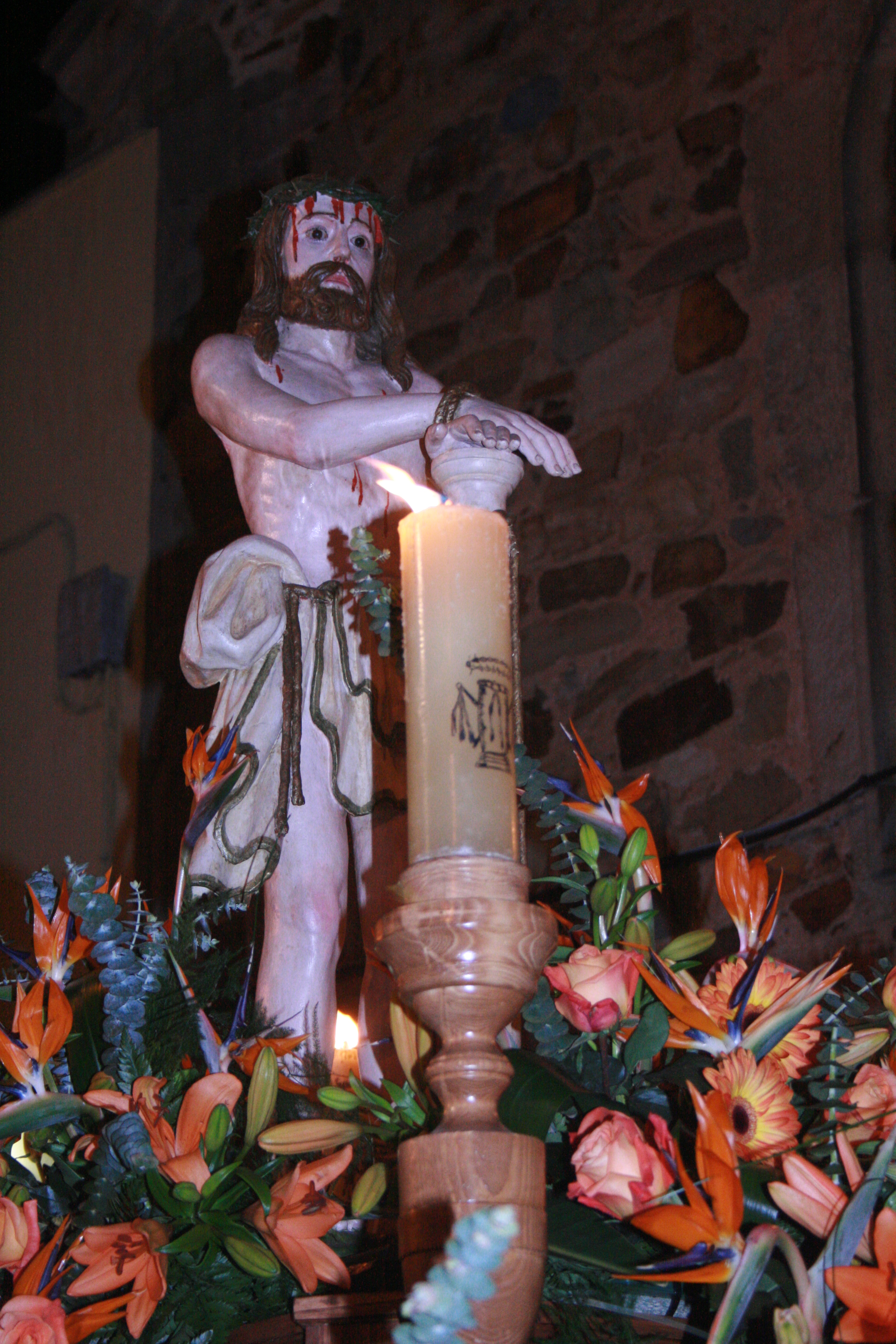
Ecce Homo
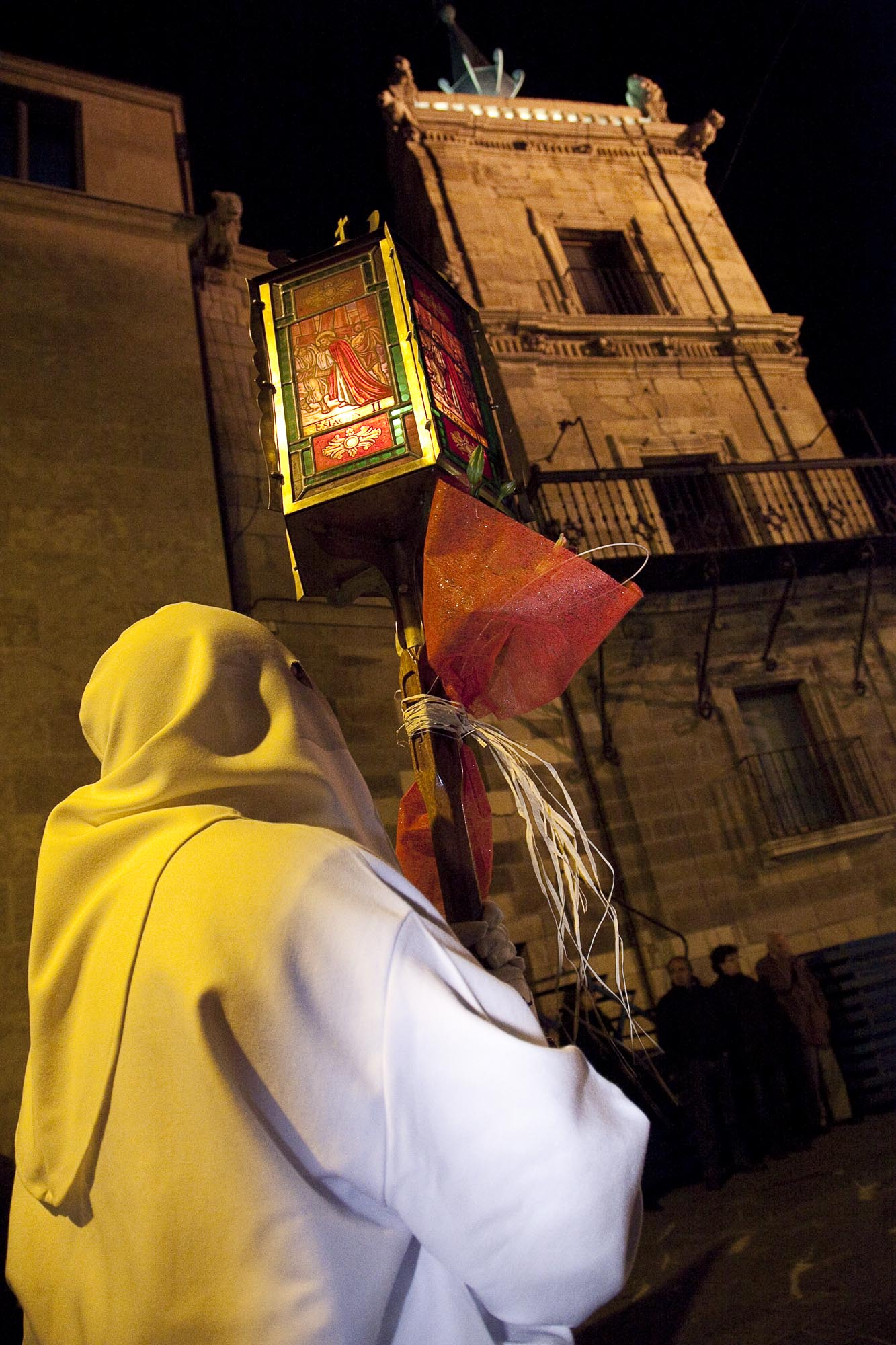
Detalle de una de las Farolas
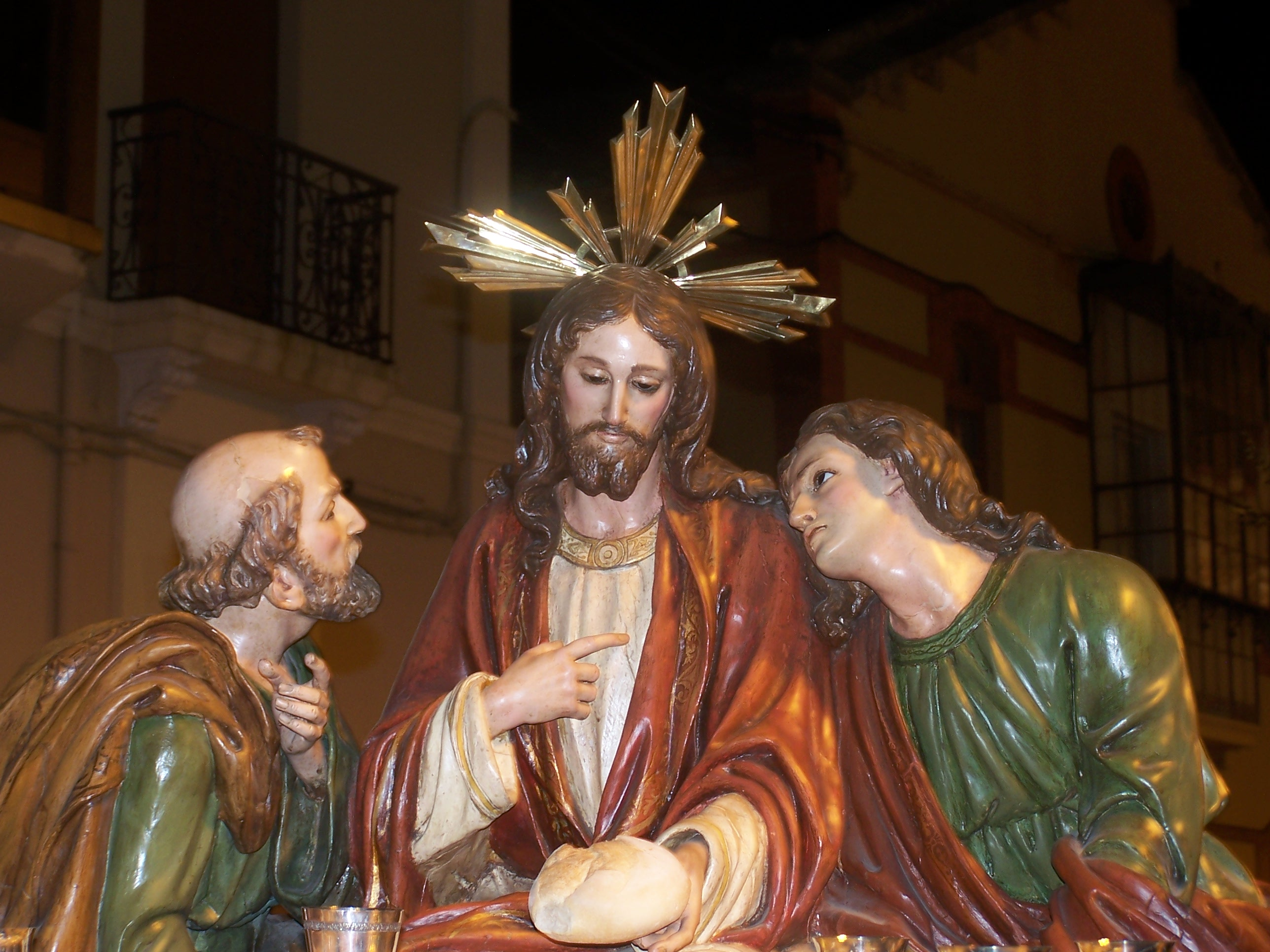
Detalle de la Santa Cena